# دحل أبو صالات
دحل أبو صالات أحد دحول هضبة الصمان في المملكة العربية السعودية. يقع غرب الصمان، ويبعد عن طريق المجمعة - حفر الباطن (20 كم) تقريباً.